# 苏丽 (喜剧演员)
恩提斯•苏提斯娜 (印尼语: Entis Sutisna) (1976年11月15日-), 喜剧名苏丽 (印尼语: Sule), 中文名苏丽明, 是印尼演员和喜剧演员。他的子, 里奇•菲边是歌手, 他是二印尼喜剧演员人, 与杨勒。